# محمد داوری
محمد داوری روزنامه‌نگار، فعال مدنی، زندانی سیاسی سابق، سردبیر سایت سحام نیوز (سایت رسمی حزب اعتماد ملی) دبیر آموزش و پرورش و عضو ارشد سازمان معلمان ایران است.

## زندگی
محمد داوری زاده ۹ اردیبهشت ۱۳۵۱ در بجنورد و دارای تحصیلات کارشناسی ارشد در رشته مدیریت آموزشی است. او هم‌اکنون سخنگوی سازمان معلمان ایران است.

### بازداشت در سال ۱۳۸۵
محمد داوری در تجمع‌های اعتراضی معلمان در ۲۳ اسفند سال ۱۳۸۵ بازداشت و محاکمه شده بود. این محکومیت به جریمه نقدی تبدیل گردید.

### زندان پس از اعتراضات به انتخابات ریاست جمهوری ۱۳۸۸
در میان اعتراضات مردم ایران به نتایج انتخابات ریاست جمهوری (۱۳۸۸) دستگیر شد. محمد داوری در دادگاه به ۵ سال حبس محکوم شد، وی به دلیل شرکت در در تجمع‌های اعتراضی معلمان در اسفند سال ۱۳۸۵ نیز به ۵ سال حبس محکوم شده بود. مهدی کروبی در نامه‌ای به دادستان تهران، مسئولیت تمام اسناد و فیلم‌هایی را که به عنوان مستندات وجود شکنجه و تجاوز جنسی در زندان‌های ایران ارائه کرده بود بر عهده گرفت و محمد داوری را تنها فیلمبردار مصاحبه‌ها عنوان کرد و گفت او هیج نقش دیگری در این ماجرا نداشته است.
وی پس از نامه‌ای توسط مهدی کروبی به رئیس مجلس خبرگان پیرامون شکنجه و آزار زندانیان سیاسی در شکنجه گاه کهریزک دستگیر و تحت فشار و شکنجه قرار گرفت تا علیه مهدی کروبی در تلویزیون جمهوری اسلامی ایران، اقرار کند. وی در دوران زندان از سال ۱۳۸۸، چند نوبت اعتصاب غذا داشت. خواهر محمد داوری دربارهٔ وضعیت محمد داوری در زندان می‌گوید: «برادر جانبازم از هیچ حقوقی در زندان برخوردار نیست.» در پی بازداشت او، کمیته حمایت از روزنامه‌نگاران اعلام کرد: «افزایش محکومیت آقای داوری اقدامی تلافی جویانه بود.»
داوری در ۱۷ شهریور ۱۳۹۳ از زندان اوین آزاد شد.
محمد داوری به اتهام «توهین به رهبری»، به سه سال حبس، و به اتهام «فعالیت تبلیغی علیه نظام در فضای مجازی» به یک سال و نیم حبس محکوم شد و ۲۵ اردیبهشت ۱۴۰۳ برای گذارندن دوره حبس چهار سال و نیم به زندان عادل‌آباد شیراز منتقل شد. وکیل وی می‌گوید پس از انتشار نامه داوری خطاب به رهبر جمهوری اسلامی، مقامات قضایی او را از زندان عادل‌آباد به «مکان نامعلومی» بردند.